# Shades of Guilt
Nuanțe de vinovăție (titlu original: Shades of Guilt) este al treilea episod al serialului științifico-fantastic Zona crepusculară din 2002. A avut premiera la 25 septembrie 2002 în rețeaua UPN. Este regizat de Perry Lang după un scenariu de Ira Steven Behr.

## Introducere
„L-ați cunoscut pe Matthew McGreevey un om care se uită în oglindă și vede un cetățean decent, pe picioarele lui. Însă aparențele pot fi înșelătoare și în această seară, Matt va cunoaște o verificare a realității la o intersecție numită Zona Crepusculară..”

## Prezentare
Matt McGreevy, la o intersecție în noapte, așteaptă la semafor la volanul mașinii sale... când  un om de culoare apare prin ploaie la fereastra sa și-l imploră pentru ajutor. Dar Matt îl ignoră și conduce mai departe în timp ce o gașcă de neonaziști se aruncă asupra omului și-l bate până la moarte. Când ajunge acasă, Matt începe să sângereze, apoi are suferințe inexplicabile. Pentru ca mai apoi, spre șocul colegilor săi de la muncă, să apară modificări ale pielii. În cele din urmă, când se reîntoarce acasă se transformă în omul de culoare care a murit, un profesor de colegiu cu două cărți publicate. Gonit de familie și de societate, McGreevy transformat în profesorul John Woodrell ajunge în aceeași intersecție, de data asta cerând ajutorul unui alt McGreevy aflat la volan.

## Concluzie
„ Un vechi proverb spune că nu poți cunoaște un om până nu ai umblat o milă în pantofii lui. Matt McGreevey a ajuns chiar mai departe. A ajuns să trăiască în pielea altui om. O lecție simplă de compasiune dată de Zona Crepusculară.”